# Lepidochitona
Lepidochitona är ett släkte av blötdjur som beskrevs av Gray 1821. Lepidochitona ingår i familjen Ischnochitonidae.

## Bildgalleri

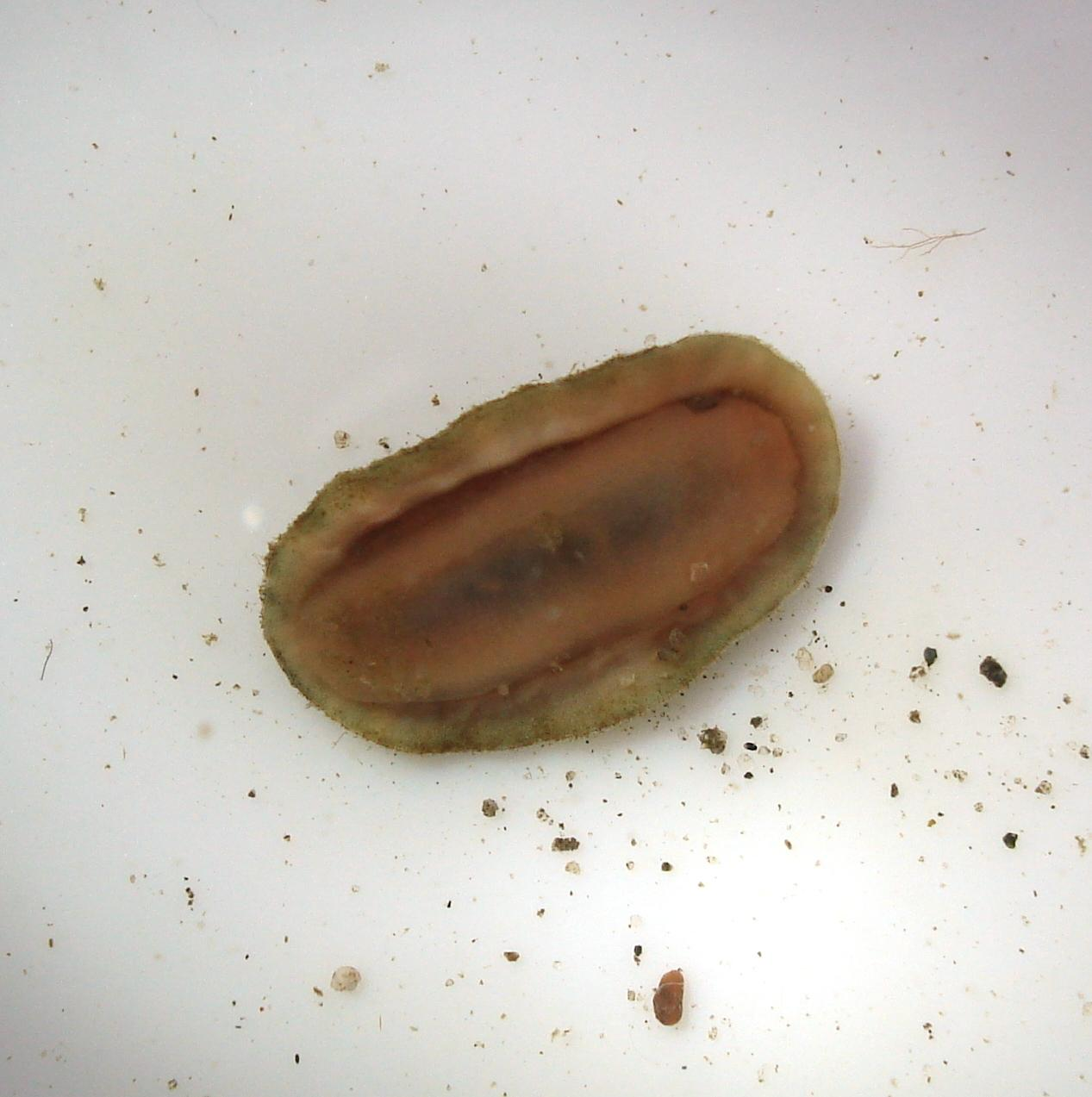
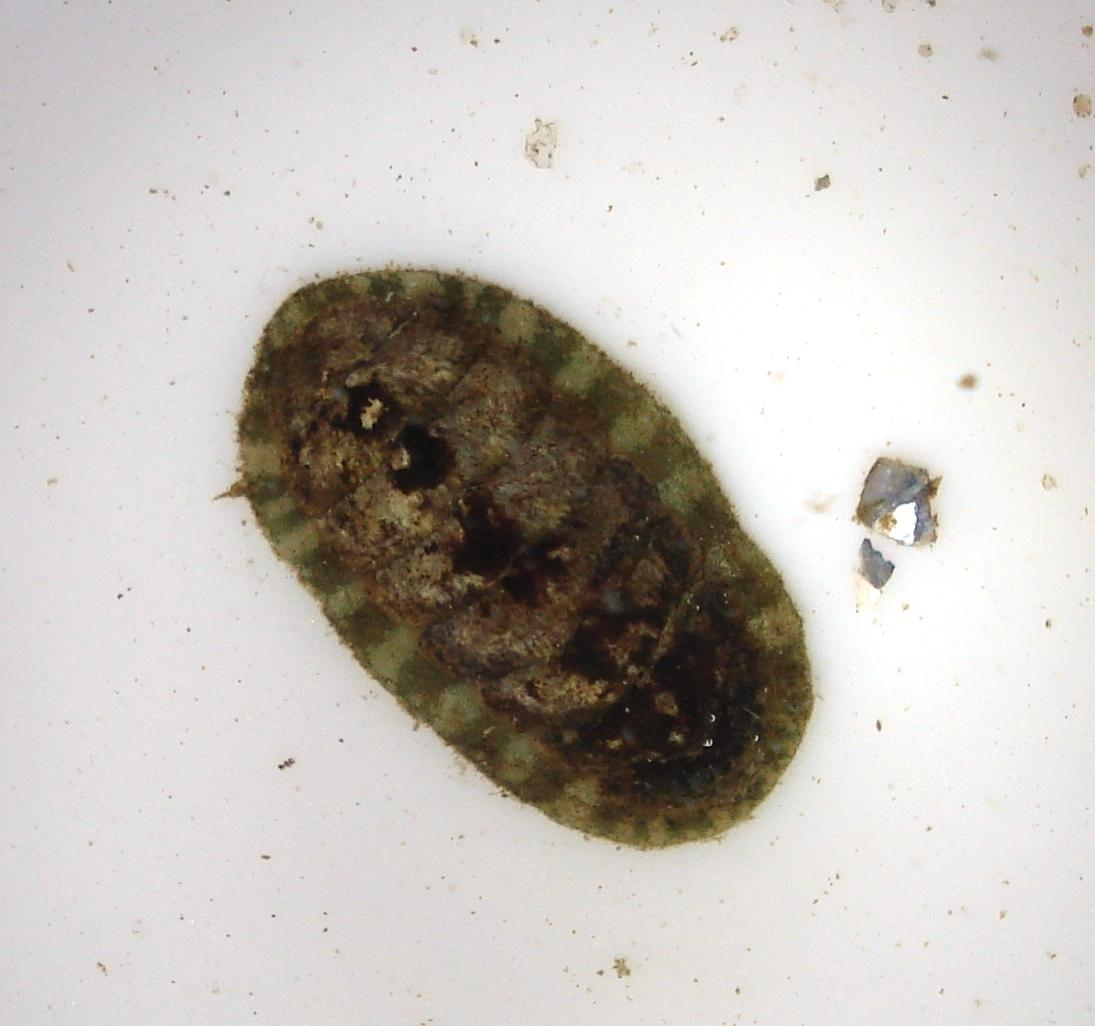

## Dottertaxa tillLepidochitona, i alfabetisk ordning[1][2]
- Lepidochitona aleutica
- Lepidochitona beanii
- Lepidochitona berryana
- Lepidochitona caboverdensis
- Lepidochitona canariensis
- Lepidochitona caverna
- Lepidochitona cinerea
- Lepidochitona corrugata
- Lepidochitona corteziana
- Lepidochitona dentiens
- Lepidochitona dicksae
- Lepidochitona fernaldi
- Lepidochitona flectens
- Lepidochitona furtiva
- Lepidochitona gothica
- Lepidochitona hartwegii
- Lepidochitona iberica
- Lepidochitona kaasi
- Lepidochitona keepiana
- Lepidochitona liozonis
- Lepidochitona lirulata
- Lepidochitona lowei
- Lepidochitona marcoi
- Lepidochitona monterosatoi
- Lepidochitona piceola
- Lepidochitona rolani
- Lepidochitona rosea
- Lepidochitona salvadorensis
- Lepidochitona semilirata
- Lepidochitona severianoi
- Lepidochitona simrothi
- Lepidochitona stroemfelti
- Lepidochitona subaleutica
- Lepidochitona thamnopora
- Lepidochitona thomasi
- Lepidochitona turtoni